# Cargolet de pit castany
El cargolet de pit castany (Cyphorhinus thoracicus) és un ocell de la família dels troglodítids (Troglodytidae).

## Hàbitat i distribució
Habita el sotabosc de la selva pluvial dels Andes, des de Colòmbia, cap al sud, a través de l'est de l'Equador fins al sud-est del Perú i oest de Bolívia.

## Taxonomia
Segons el Handbook of the Birds of the World es tractaria de dues espècies diferents:
- Cyphorhinus thoracicus (sensu stricto) - cargolet de pit castany meridional,[3] des del centre del Perú fins l'oest de Bolívia.
- Cyphorhinus dichrous, Sclater, PL et Salvin, 1879 - cargolet de pit castany septentrional,[4] des de Colòmbia central fins al nord del Perú.